# Jonathan Biabiany
Jonathan Ludovic Biabiany est un footballeur français né le 28 avril 1988 à Paris. Il évolue au poste d'ailier.

## Carrière

### Débuts de carrière
Originaire de Guadeloupe, Jonathan Biabiany fait ses premières armes au football dans le club du Blanc-Mesnil, en Seine-Saint-Denis.
Il y est repéré par l'un des recruteurs de l'Inter Milan qui s'est rendu à un tournoi amateur organisé en Seine-Saint-Denis. Son équipe perd 5-4, mais avec un quadruplé à la clé pour le jeune Biabiany. 
En octobre 2004, à 16 ans, Biabiany signe à l'Inter Milan, où il joue dans l'équipe jeunes pendant deux ans, remportant le championnat en 2007, avec comme partenaire d'attaque Mario Balotelli. 
Il fait ses grands débuts en équipe professionnelle le 17 janvier 2007 lors d'un quart de finale de Coupe d'Italie contre l'Empoli FC, où il remplace Luís Figo à un quart d'heure de la fin du match.

### Prêts
En août 2007, le jeune français est prêté au Chievo Vérone en Serie B. Le club terminera à la première place mais Biabiany ne sera jamais utilisé. 
Malgré ce peu de temps de jeu, son prêt est poursuivi l'année suivante mais, toujours sans aucune minute sur le terrain, il est à nouveau cédé en prêt au Modène FC en Serie B lors du mercato d'hiver 2008. Sa première demi-saison est marquée par l'explosion de son temps de jeu (15 matchs de championnat joués, 1 but marqué), dans une équipe aux prises toute la saison avec le spectre de la relégation. Le club terminera finalement 16e, donc sauvé. Fort de la confiance du staff technique du Modène FC, et confirmant ses promesses techniques, il reste une saison supplémentaire dans le club. Il sera un titulaire incontesté, disputant 38 matchs de championnat, ponctués de 8 buts, permettant au club de se sauver (15e place). 
Reconnu, Jonathan monte de catégorie et découvre la Serie A lors de la saison 2009-10, sous les couleurs du promu Parme FC. Le 23 août, il débute dans l'élite lors du premier match de championnat contre l'Udinese Calcio. Il fait dans la foulée ses débuts en équipe de France espoirs face à Malte où il se blesse à la cuisse, ce qui lui fera rater quelques matchs. En janvier, dans l'opération qui amène McDonald Mariga à l'Inter Milan, Parme relève la moitié du contrat du joueur pour 2,5 millions d'euros. Biabiany jouera au total 29 matchs pour 6 buts, tandis que l'équipe termine à une excellente 8e place. 

### Retour à l'Inter
Dès la fin de la saison, le président de l'Inter Milan Massimo Moratti, qui le considère beaucoup, fait savoir que Jonathan Biabiany retournera au club milanais à la fin de saison. L'Inter Milan rachète ainsi la moitié du contrat cédée au Parme FC en janvier. Jonathan effectue un début de saison 2010-2011 convaincant durant lequel il contribue à la victoire de son équipe à la Coupe du monde des clubs.  C'est durant ce tournoi qu'il a marqué son premier but pour l'Inter (premier français à marquer en finale de Coupe du monde des clubs), contre le TP Mazembe en finale. Il est régulièrement titularisé par Rafael Benitez sur le côté droit de l'attaque aux côtés de Samuel Eto'o. 
À la suite du limogeage de Benitez, Jonathan ne rentre plus dans les plans du nouvel entraineur de l'Inter, Leonardo, arrivé en janvier 2011. Le 28 janvier 2011, il est transféré à la Sampdoria de Gênes dans le cadre d'un échange avec l'attaquant italien Giampaolo Pazzini.

### Retour à Parme
En 2012, après une saison à la Samdpdoria, il rejoint le Parme FC. En septembre 2014, il doit mettre sa carrière entre parenthèses en raison d'une arythmie cardiaque. 

Le 11 avril, Parme annonce la résiliation du contrat de Biabiany d'un commun accord. Il reprend progressivement l'entrainement avec l'Inter Milan, son club formateur. Le 9 juillet, il figure dans la liste des joueurs de l'Inter lors de la présentation de l'équipe à Brunico.

### Inter Milan et prêt au Sparta Prague
En 2015, il revient à l'Inter Milan avec lequel il aura un rôle de joker.

Après une saison 2016/2017 quasi-blanche (1 match en championnat), il est prêté au club tchèque du Sparta Prague pour la saison 2017-2018. 

Dans un championnat européen mineur le joueur est à la peine toute la saison, inefficace devant le but (0 but). Il a de plus des problèmes avec ses dirigeants qui refusent de le soigner après une blessure qu'ils jugent litigieuse et qui lui vaut d'être écarté 3 mois de l'effectif pro. Si la saison est décevante sur le plan individuel, elle l'est tout autant sur le plan collectif, malgré un recrutement pléthorique le Sparta n'atteint que la cinquième place du classement, loin des ambitions initiales. Sans surprise le club tchèque ne lève pas l'option d'achat et le joueur retourne en Italie.

### Second retour à Parme
En août 2018, il signe un contrat à Parme, qui remonte alors en Serie A.

### Trapani
En novembre 2019, il s'engage avec Trapani, club évoluant en Serie B.

## Palmarès

### Inter Milan
- Vainqueur du championnat d'Italie des - 19 ans en 2007.
- Vainqueur de la Supercoupe d'Italie en 2010.
- Vainqueur de la Coupe du monde des clubs en 2010.
- Finaliste de la Supercoupe de l'UEFA en 2010.